# نادي الناصرية
نادي الناصرية الرياضي هو أحد أندية الدوري العراقي يقع ضمن محافظة ذي قار 
تأسس عام 1961  ويلعب في الدوري العراقي الممتاز.

## الإنجازات
- تأهل النادي للدوري الممتاز للمرة الأولى موسم 1992- 1993

لعب بشكل رسمي وللمرة الأولى في الدوري الممتاز موسم 1993-1994.
- تأهل للمرة الثانية للدوري الممتاز موسم 1999 - 2000.
- تأهل النادي للمرة الثالثة في موسم 2007 - 2008.